# Amit Paul
Amit Sebastian Paul, född 29 oktober 1983 i Piteå landsförsamling, Norrbottens län, är en svensk popsångare.

## Bakgrund
Amit föddes i Piteå. Hans far var från Indien och hans mor från Värmland.

## Karriär

### A-Teens
1998 skrev Amit skivkontrakt med Stockholm Records (del av Universal Music) tillsammans med Marie Serneholt, Sara Lumholdt och Dhani Lennevald som gruppen A-Teens.

## Solokarriär
Amit släppte en soloskiva "Songs In A Key Of Mine" i april 2008.

## Karriär
Han studerade på Handelshögskolan i Stockholm, gjorde praktik på managementkonsultföretaget Bain efter studierna och blev sedan VD för Paxymer, ett litet företag som tillverkar plasthalvfabrikat.